# Mudanças climáticas e agricultura

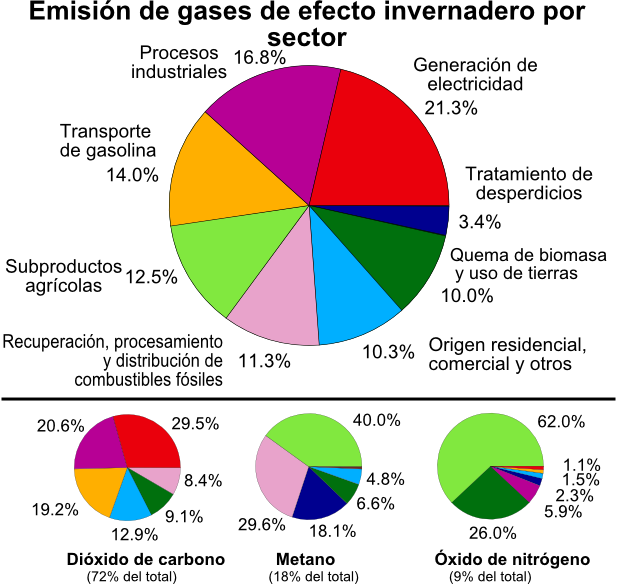

As mudanças climáticas e a agricultura são processos relacionados entre si que têm efeito a escala mundial.Preve-se  que o aquecimento global tenha um impacto significativo que afectará a agricultura, a temperatura, o dióxido de carbono, o degelo, as precipitações e a interacção entre estes elementos; os quais determinam a capacidade de carga da biosfera para produzir suficiente alimento para todos os seres vivos. As consequências resultantes da mudança climática e da agricultura dependerão, a nível geral, do balanço destes efeitos. O estudo destes fenómenos poderia ajudar a antecipar e adaptar adequadamente o sector agrícola para assim maximizar a sua produtividade.
A sua vez, tem-se visto que a agricultura também pode produzir efeitos significativos no clima, principalmente pela produção e libertação de gases de efeito de estufa como dióxido de carbono, metano e óxido nítrico; pela alteração da superfície do planeta, a qual perde a sua capacidade de absorver ou refletir calor e luz, bem como pelo forçamento radiativo. A desflorestação e a desertificação, além dos combustíveis fósseis, são as maiores fontes antrópicas de dióxido de carbono. A agricultura em si é o principal contribuinte em incrementar as concentrações de metano e óxido nítrico na atmosfera do planeta.

## Impacto da mudança climática na agricultura

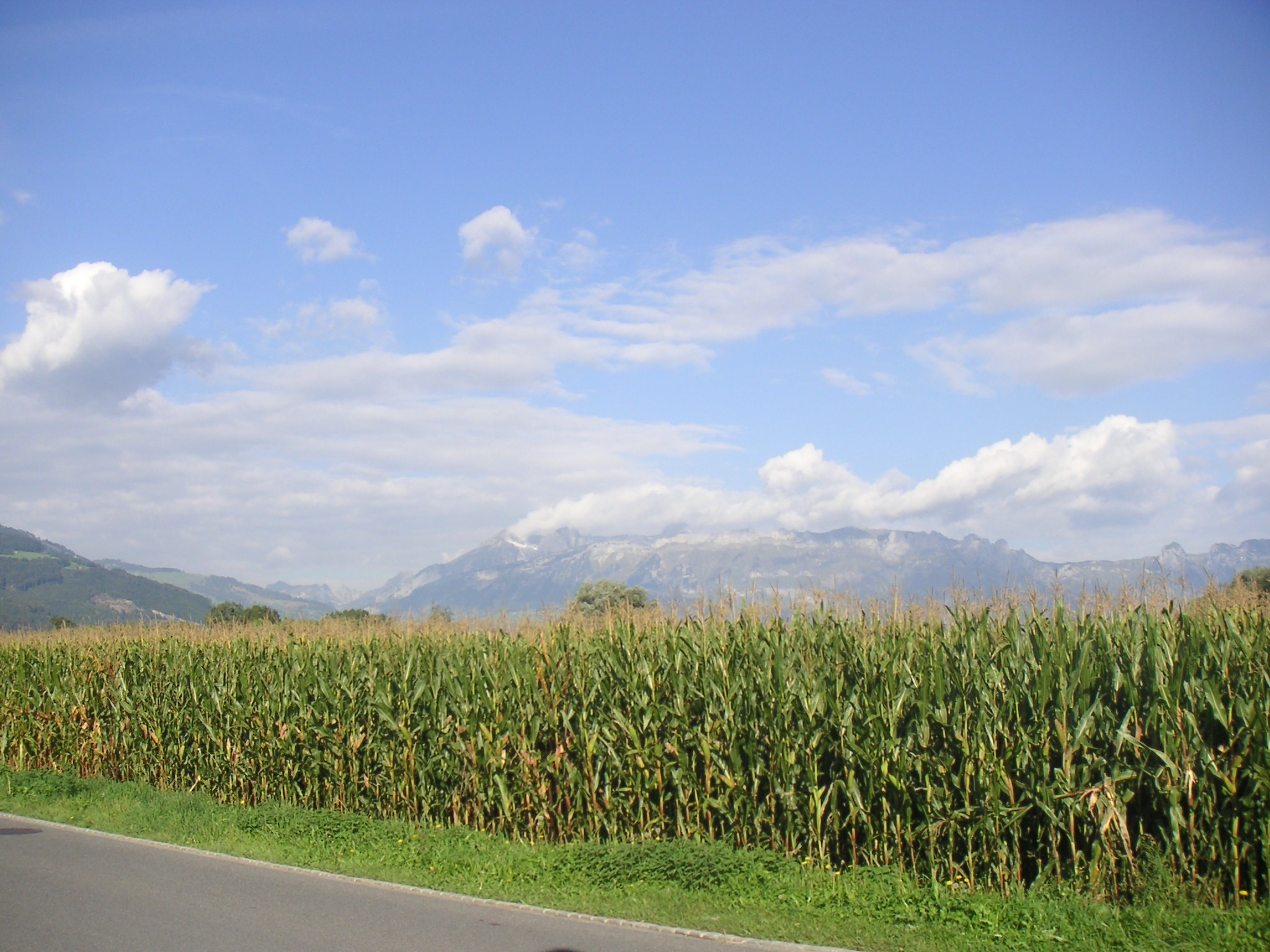
Uma plantação de milho no Liechtenstein.

Apesar de avanços tecnológicos como as reprodução vegetal, os organismos geneticamente modificados e os sistemas de irrigação; o clima, o solo e a biota são ainda factores fortes na produtividade agrícola. O efeito da mudança climática na agricultura está relacionado com variações nos climas locais mais que em padrões mundiais. A temperatura média da superfície da terra tem aumentado um grau Fahrenheit no último século. Consequentemente, como a cada área local é afectada de maneira diferente pela mudança climática, os agrónomos asseguram que todo o estudo deveria considerar individualmente a cada zona.
Ainda que por outro lado, a economia agrícola tem crescido nestes últimos anos e agora provê quantidades significativas de comida a nível nacional nos maiores países importadores, bem como grandes rendimentos para os exportadores. O aspecto internacional do comércio e a segurança em termos dos alimentos implicam a necessidade de considerar os efeitos da mudança climática a uma escala mundial.
Um estudo publicado na revista Science sugere que, devido à mudança climática, África do Sul poderia perder para o ano 2030 mais de 30% da sua colheita principal, o milho. No sul de Ásia, as perdas de alimentos básicos regionais como o arroz, o mijo e o milho poderiam atingir um 10%.
O terceiro estudo de relatórios do IPCC (Grupo Intergovernamental de Experientes sobre a Mudança Climática), realizado no ano 2001, conclui que os países mais pobres seriam os mais afectados com reduções na produção agrícola em regiões tropicais e subtropicais, devido a uma menor disponibilidade de água e novas incidências de pragas de insectos. Em África e América Latina muitos cultivos acham-se para perto da sua tolerância máxima de temperatura, pelo que provavelmente o rendimento se reduza com pequenas mudanças no clima. Prevê-se que no século XXI, a produtividade agrícola cairá até um 30%. A vida marinha e a indústria pesqueira ver-se-ão também gravemente afectados em algumas zonas.
Provavelmente, a mudança climática provocado pelo incremento dos gases de efeito de estufa afectará de diferente forma à cada região. Por exemplo, segundo o Serviço meteorológico do Reino Unido (Met Office), espera-se que as áreas de cultivo se reduzam a um 50% no Paquistão, enquanto a produção de milho na Europa aumentaria a 25% com óptimas condições hidrológicas.
Os efeitos mais favoráveis para os cultivos dependem em grande parte do dióxido de carbono no crescimento dos cultivos e do aumento na eficiência no uso do água. A diminuição de cultivos potenciais provavelmente produza-se pela redução do período de crescimento, a escassez da água e a vernalização deficiente.
Em longo prazo, a mudança climática poderia afectar à agricultura de várias maneiras:
- Produtividade, em termos de quantidade e qualidade dos cultivos
- Práticas agrícolas, através das mudanças do uso do água (irrigação) e contribuas agrícolas como herbicidas, inseticidas e fertilizantes.
- Efeitos no meio ambiente, particularmente a relação da frequência e sistema de drenagem de solos, erosão, redução da diversidade de cultivos.
- Espaço rural, por médio da perda e ganho de terrenos cultivados, a especulação de terras e os serviços hidráulicos.
- Adaptação, os organismos poderiam converter-se mais ou menos competitivos, também os humanos poderiam ter a necessidade de desenvolver mais organismos competitivos, como variedades de arroz resistentes ao sal ou às inundações.

Grande parte das projecções são incertas, em especial pela falta de informação em várias regiões locais específicas, além da incerteza que existe sobre a magnitude da mudança climática, os efeitos de mudanças tecnológicas na produtividade, a demanda mundial de comida e as numerosas possibilidades de adaptação. A mudança climática está a causar crescente o número da migração forçada.
Muitos agrónomos acham que a produção agrícola será afectada principalmente pela gravidade e o ritmo da mudança climática e não por tendências graduais do clima. Já que, se a mudança é gradual, a biota teria tempo suficiente para adaptar-se. No entanto, se a mudança climática é grave, poderia ameaçar a agricultura em muitos países, especialmente a daqueles que já têm sofrido de mudanças nas condições climáticas, já que têm menos tempo para uma óptima selecção natural e adaptação.

### Projecções
Schneider et al. (2007:787) avaliou num artigo as vulnerabilidades finques na mudança climática.
Concluiu-se que se tivesse um incremento de 1 a 3 °C, teria uma diminuição na produção de alguns cereais em latitudes baixas e um aumento da produção em altas latitudes. Predisse-se que a produção mundial:
- Incrementar-se-ia até uma subida de 3 °C aproximadamente.
- Provavelmente diminuiria se ultrapassa o nível dos 3 e 4 °C.

Muitos dos estudos de agricultura mundial factos por Schneider et al (2007: 790) não têm incluído factores críticos como as mudanças extremas ou a propagação de pestes e doenças. Os estudos também não têm considerado o desenvolvimento de técnicas específicas ou tecnologias que ajudem à adaptação.

#### Regiões

##### África
- A geografia de África é particularmente vulnerável à mudança climática e o 70% da população conta com a agricultura sem irrigação para a sua subsistência. Um relatório oficial da Tanzânia sobre a mudança climática sugere que as zonas que geralmente têm 2 precipitações ao ano provavelmente terão mais e aquelas que só têm uma temporada de precipitações poderiam ter muito menos chuvas. O resultado neto esperado é que crescerá menos 33% milho (o alimento básico do país).[9] Junto com outros factores, acha-se que a mudança climática regional, especificamente a diminuição nas precipitações, têm contribuído ao Conflito de Darfur.[10] A combinação de décadas de seca, desertificação e sobrepopulação são as causas do conflito, já que a busca de água do povo nómada Baggara obriga-o a levar seus ganhados mais ao sul, a terras ocupadas principalmente por granjeiros.[11]
- Com uma alta probabilidade, o IPCC concluiu que a variabilidade do clima e a mudança comprometeriam gravemente a produção agrícola e o acesso aos alimentos.[12]

##### Ásia
- Com médias probabilidades, o IPCC projectou que na metade do século XXI, no leste e sudeste de Ásia, os cultivos aumentariam em 20%, enquanto, no centro e sul de Ásia, reduzir-se-iam num 30%. A nível geral, projectou-se que o risco de fome será muito alto em vários países desenvolvidos.

##### Austrália e Nova Zelândia
- Hennessy et al. (2007:509) avaliou esta região[13] e concluíram que se não há uma futura adaptação à mudança climática, os impactos na agricultura seriam consideráveis: Para 2030, a produção da agricultura e silvicultura reduzir-se-ia no sul e leste da Austrália e algumas partes do Leste da Nova Zelândia. Projecta-se que os benefícios iniciais serão rios maiores pelo sul e oeste. Hennessy et al. (2007:509) disse que tinha uma grande probabilidade que isto sucedesse.

##### Europa
- o IPCC (2007:14) projectou que terá uma grande probabilidade de que no Sul da Europa a mudança climática reduza a produção nos cultivos. No centro e leste da Europa se espera que diminua a produtividade florestal. No norte de Europa, o efeito inicial da mudança climática será incrementar a produção nos cultivos.

##### América do Sul
- O IPCC (2007:14) projectou que é muito provável que nas zonas secas da América Latina a produção em alguns cultivos e na pecuária diminua, com consequências desfavoráveis para a obtenção de alimento. Em zonas temperadas, os cultivos de soja cresceriam
- Comprovaram-se tendências crescentes muito significativas nas precipitações médias anuais analisando dados pluviométricos do período 1919 - 2008. Os valores apresentam-se na tabela abaixo.[14]

| Estação pluviométrica | Tendência [mm/ano] |
| Pando                 | 1.7                |
| Colónia               | 2.3                |
| Paysandú              | 2.7                |
| Mercedes              | 5.2                |
| Salto                 | 4.4                |
| Rivera                | 3.6                |
| Melo                  | 5.6                |
| Trenta e Três         | 4.7                |
| Rocha                 | 4.4                |

##### América do Norte
- De acordo com um artigo publicado por Deschenes and Greenstone em 2006, acha-se que o aumento da temperatura e as precipitações não terão efeitos nos cultivos mais importantes nos Estados Unidos.[15]
- Segundo o IPCC (2007:14-15) prevê-se que nas primeiras décadas deste século, a mudança climática moderado incrementasse a produção dos cultivos que só recebem precipitações num 5-20%. mas com uma alta variabilidade entre regiões. O maior desafio será para os cultivos que estão cerca da faixa de temperatura adequada ou os que dependem de recursos da água altamente utilizados.

##### Regiões polares (Ártico e Antártida)
- Brown reportou para o jornal The Guardian em 2005 como a mudança climática tinha afectado a agricultura na Islândia. As temperaturas elevadas fizeram que se pudesse cultivar cevada, coisa que não se podia fazer desde faz 20 anos. Este aquecimento produziu-se devido à mudança das correntes oceânicas do Caribe, afectando também à pesca.[16]
- Anisimov et al. (2007:655) estudaram o clima desta região.[17] Com uma probabilidade média, concluíram que os benefícios de um clima menos severo dependeriam das condições locais. Um destes benefícios seria incrementar as oportunidades para a agricultura e silvicultura.

##### Ilhas pequenas
- Num estudo, Mimura et al. (2007:689) concluiu com uma alta probabilidade, que a agricultura de subsistência e a agricultura comercial seriam gravemente afectados pela mudança climática.[18]

##### Espanha
Espanha num grande produtor mundial de cereais, verduras, frutas e azeite.
Os cereais de sequeiro que se cultivam em Espanha têm adiantado nas três últimas décadas etapas de crescimento que desenvolvem na Primavera como consequência dos efeitos da mudança global, que na Península se manifestaram com um incremento da temperatura média e uma ligeira diminuição mas maior intensidade das precipitações. O avanço em seus estados fenológicos mais significativo tem sido registado no trigo e na aveia, cujas fases de aparecimento da folha bandeira e de floração se adiantaram uma média de três e um dia por ano respectivamente. As variações fenológicas podem chegar a ter um grande impacto sobre a produção final de cultivo.
Por sua vez, a fenologia e a floração da oliveira também se está a ver seriamente afectada pela mudança global. Algo que pode ter graves repercussões dado que a floração da oliveira e a produção de colheita estão intimamente relacionadas.Reportou-se também por diferentes agricultores o progresso na actividade de insectos chupadores de seiva, tais como pulgões, aranha vermelha, piolho de San José, etc derivadas do progresso no calendário das temperaturas primaverais ao mês de fevereiro. Isto se reportou especialmente na faixa mediterrânea.

### Diminuição na produção de grãos

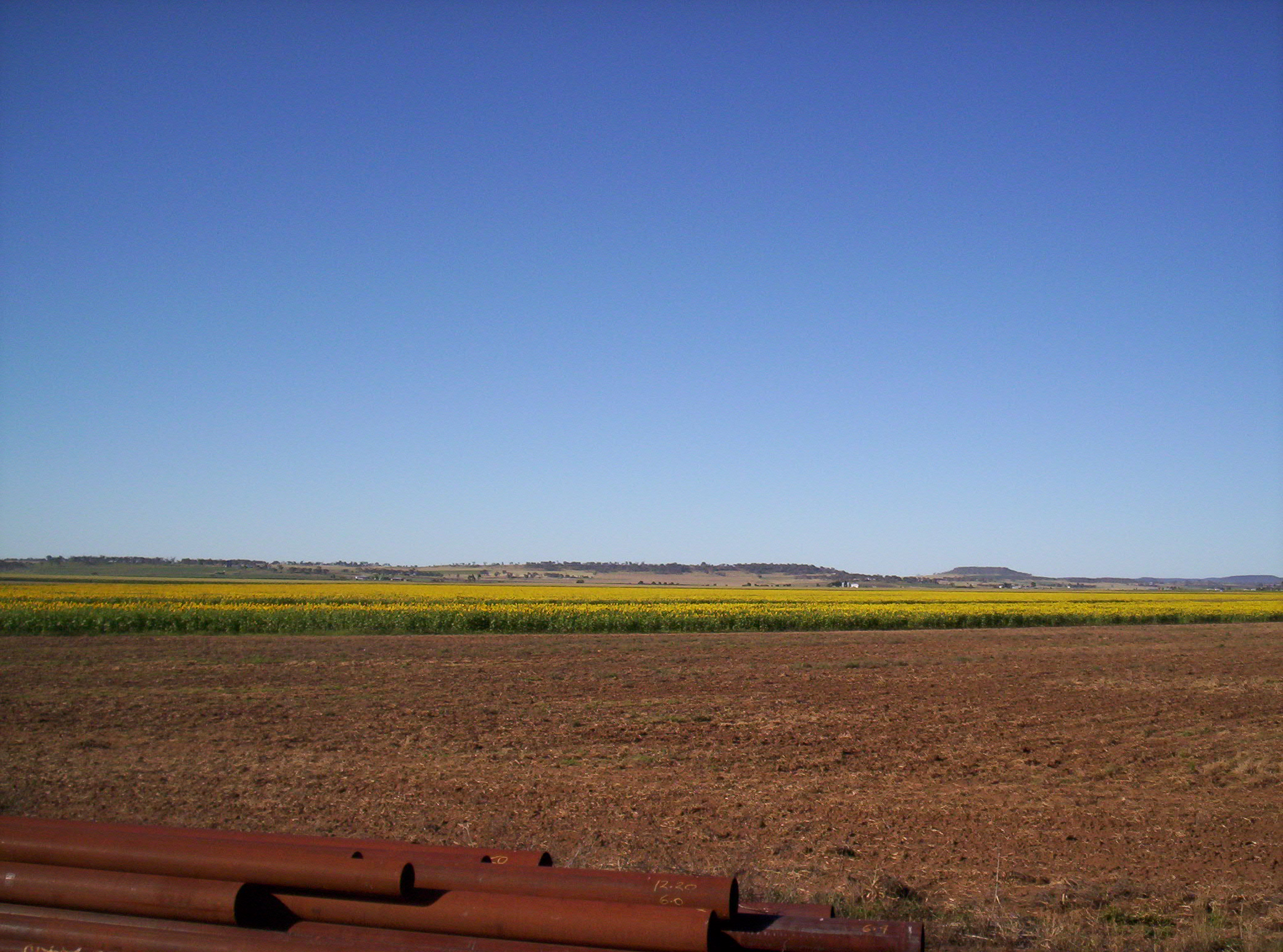
Cultivos como o girassol poderiam se afectar por fortes secas na Austrália.

Entre 1996 e 2003, a produção de grãos manteve-se em aproximadamente 1800 milhões de toneladas. Em 2000, 2001, 2002, e 2003, as reservas de grãos reduziram-se já que a produção mundial destes não tem dado abasto ao consumo.
No final dos anos setenta, a média da temperatura da terra tem estado aumentando, com nove dos 10 anos mais quentes desde 1995. Em 2002, Índia e os Estados Unidos sofreram de uma diminuição considerada de cultivos pelas incomuns temperaturas e secas. Na primavera e verão do 2003 Europa sofreu de escassez de chuvas e o calor danificou a maior parte dos cultivos do Reino Unido e França na Europa Ocidental proveniente da Ucrânia no Leste. Os preços do pão têm estado aumentando em vários países da região. Estudos levados a cabo em Aragão (Espanha) revelam a existência de um processo de marginalização de algumas zonas produtoras, que dificultam a cada vez mais o planejamento dos cultivos como consequência das maiores restrições derivadas da mudança climática. (Mestre-Sanchís, F. et al, 2009)
Mestre-Sanchís, Fernando & Feijóo-Belo, María Luisa, 2009. "Climate change and its marginalizing effect on agriculture," Ecological Economics, Elsevier, vol. 68(3), pages 896-904, January.

### Impactos na pobreza
Os pesquisadores do Overseas Development Institute têm estudado os impactos potenciais que poderia ter a mudança climática na agricultura e como isto afectaria na luta contra a pobreza dos países desenvolvidos. Sustentaram que os efeitos da mudança climática moderado serão diversos nesses países. No entanto, a vulnerabilidade dos pobres nos países desenvolvidos ante os efeitos em curto prazo da mudança climática, principalmente o aumento da frequência e severidade de climas adversos provavelmente terá um impacto negativo. Segundo eles, isto deveria se ter em conta nas políticas agrícolas.

### Modelos de desenvolvimento de cultivos
Os modelos que estudam o comportamento climático frequentemente são inconclusos. Para estudar em profundidade os efeitos do aquecimento mundial na agricultura, podem-se utilizar outros tipos de modelos como modelos de desenvolvimento de cultivos, predições da produção e quantidades de água consumida e fertilizantes. Tais modelos resumem o conhecimento do clima, os solos e os efeitos observados como resultado de diversas práticas agrícolas. Assim, seria possível provar estratégias de adaptação às modificação do meio ambiente.
Como estes modelos necessariamente simplificam as condições naturais (frequentemente se parte do suposto de que as malezas, as doenças e as pragas estão controladas), não está claro que tão realistas são estes estudos. No entanto, alguns resultados aceitam-se parcialmente ao aumentar o seu número de experimentos.
Também se usam outros modelos, como o de desenvolvimento de insectos e doenças, que se baseiam em projecções climáticas, por exemplo, a simulação da reprodução do afídio ou o desenvolvimento da septoria, um tipo de doença micótica do cereal.
Utilizam-se palcos para estimar os efeitos da mudança climática no desenvolvimento e rendimento dos cultivos. A cada palco define-se como um conjunto de variáveis meteorológicas que se baseiam em projecções geralmente aceitadas. Por exemplo, muitos modelos levam a cabo simulações baseadas no duplo de dióxido de carbono, um aumento da temperatura da ordem de 1 °C a 5 °C e um aumento ou descida do nível de precipitações de 20%. Outros parâmetros incluem a humidade, o vento e a actividade solar. Os modelos de palcos de cultivos avaliam a adaptação das granjas, como a mudança na data de sementeira, as espécies adaptadas ao clima (que precisam invernalização e resistência ao frio e ao calor), a adaptação da irrigação e os fertilizantes e a resistência às doenças. Os modelos mais desenvolvidos relacionam-se com o trigo, o milho, o arroz e a soja.

### Efeito potencial da temperatura no período de crescimento
A duração dos ciclos de crescimento dos cultivos está, sobretudo, relacionada com a temperatura. Um aumento na temperatura acelerará o crescimento. No caso de um cultivo anual, o período entre semeia e a colheita encurtar-se-á (por exemplo, o tempo antes da colheita do milho poderia encurtar-se entre uma e quatro semanas). Esta situação poderia afectar negativamente à produtividade como a senescência sucederia mais temporão.

### Efeito do aumento do dióxido de carbono em cultivos
O dióxido de carbono é essencial para o crescimento das plantas. O aumento na concentração de CO2 na atmosfera poderia ter consequências positivas como negativas.
Espera-se que o aumento do CO2 tenha efeitos fisiológicos positivos ao incrementar a intensidade da fotossíntese. Actualmente, a quantidade de dióxido de carbono na atmosfera é de 380 ppm que, em comparação, é muito menor que a do oxigénio, já que este tem 210,000 ppm. Isto significa que as plantas têm uma quantidade de dióxido de carbono limitada, como a enzima que processa o CO2, a rubisco, também processa o oxigénio na fotorrespiração. Os efeitos de um incremento no dióxido de carbono seriam maiores em cultivos C3 (como o trigo) que nos cultivos C4 (como o milho), porque os primeiros são bem mais susceptíveis à falta de CO2. Os estudos têm demonstrado que um incremento do CO2 faz que se desenvolvam menos os estomas nas plantas, o que produz uma redução no consumo da água. Baixo condições óptimas de temperatura e humidade, se duplicam-se os níveis de dióxido de carbono, pode ter um incremento na produção dos cultivos de 36%.
Por outro lado, existem muito poucos estudos sobre o impacto que tem o aumento da concentração o CO2 em sistemas agrícolas. A grande maioria dos modelos de estudam a relação entre o CO2 e a produtividade num ambiente isolado de outros factores da mudança climática, como o aumento dos desastres naturais, a mudança nas estações, entre outros.
Em 2005, A Royal Society em Londres afirmou que os supostos benefícios do aumento da concentração do dióxido de carbono "provavelmente serão muito inferiores ao estimado", quando factores como o incremento o ozónio na troposfera se tomam em conta.

#### Efeito na qualidade
De acordo com o IPCC, "A importância do impacto da mudança climática na qualidade da forragem e o grão surge de novas investigações. Para o arroz, o conteúdo de amilosa do grão (o qual determina a qualidade de cozedura) aumenta ante o CO2 elevado. O grão de arroz cultivado em ambientes com alta concentração de CO2 seria bem mais sólido que os grãos actuais ao se cozinhar. No entanto, diminuiriam as concentrações de ferro e zinco, importantes para a nutrição humana. Ademais, o conteúdo proteico do grão reduzir-se-ia se incrementam-se a temperatura e o dióxido de carbono". Estudos usando FACE (enriquecimento de dióxido de carbono ao ar livre) têm demonstrado que os incrementos no dióxido de carbono reduzem as concentrações de micronutrientes em cultivos. Isto poderia trazer repercussões em outros ecossistemas já que os herbívoros que precisarão mais comida para obter a mesma quantidade de proteínas.
Estudos têm demonstrado que níveis altos de dióxido de carbono reduzem a quantidade de nitrogênio que precisa a planta (um número menor tem demonstrado o mesmo para elementos como o zinco) produzindo cultivos com menor valor nutricional. Isto afectaria principalmente às populações de países pobres que não possam compensar isto comendo mais, variando a dieta, ou com suplementos.
A diminuição do nitrogênio em pastos também tem demonstrado que reduz a produtividade nas ovelhas, que dependem dos micróbios dos seus intestinos para digerir as plantas, os que ao mesmo tempo dependem do nitrogênio.

### Terras agrícolas e mudança climática
A mudança climática poderia incrementar a quantidade a terra arável em regiões de alta latitude já que isto faria que diminuam as zonas geladas. Um estudo feito no 2005 afirma que, desde o ano 1960, a temperatura na Sibéria tem aumentado em média 3 °C (bem mais que o resto do mundo). No entanto, relatórios sobre o impacto mundial na agricultura russa indicam efeitos de diversa índole: enquanto nas terras da zona norte espera-se que aumentem as terras cultiváveis, também advertem de possíveis perdidas na produtividade e um maior risco de seca.
Espera-se que para o 2100 o nível do mar tenha subido um metro, ainda que esta projecção se discute muito fortemente. A elevação do nível do mar produziria perdas de terras de cultivo, particularmente no Sudeste Asiático. A erosão, a inundação da costa, a salinidade da capa freática devido ao incremento no nível do mar, poderiam afectar à agricultura através da inundação de terras com baixa altitude.
Se o nível do mar aumentasse como esperar-se-ia na conjectura, terras baixas como Bangladesh, Índia e Vietname teriam maiores perdas nos cultivos de arroz. Vietname, por exemplo, depende em grande parte do seu extremo sul onde se encontra o delta do Mekong, para semear arroz. Qualquer aumento no nível do mar de não mais de um metro inundará vários km2 de cultivos de arroz, incapacitando a Vietname de produzir e exportar o seu produto principal.

### Erosão e fertilidade
Espera-se que as temperaturas atmosféricas mais quentes observadas nas décadas passadas se convertam em ciclos hidrológicos mais vigorosos, com maiores precipitações. Provavelmente ocorra erosão e degradação do solo. A fertilidade dos solos também ver-se-ia afectada pela mudança climática. No entanto, como a proporção entre o carbono e o nitrogênio é constante, a duplicação do carbono provavelmente implicaria um armazenamento bem mais alto do nitrogênio nos solos como nitrato, pelo que teria maiores elementos fertilizantes, o que produziria melhores cultivos. A necessidade promedia de nitrogênio diminuiria, o que daria a opção de mudar estratégias de fertilização que com frequência são caras.
Devido aos climas extremos que poder-se-iam produzir, o incremento em precipitações muito provavelmente produziria grandes riscos de erosão, enquanto ao mesmo tempo proverá terras com melhor hidratação, dependendo da intensidade da chuva. A possível evolução da matéria orgânica no solo é um facto controvertido: enquanto o incremento na temperatura induziria uma grande velocidade na produção de minerais, a diminuição no conteúdo da matéria orgânica no solo, a concentração atmosférica de CO2 tenderia a incrementar-se.

### Efeitos potenciais da mudança climática em pestes, doenças e má erva
Um ponto importantíssimo a considerar é que a erva daninha ao igual que os cultivos sofreria também uma aceleração do ciclo, e também beneficiar-se-ia da fertilização do carbono. Já que a grande maioria de má erva são plantas C3, provavelmente competiriam inclusive mais que agora contra as plantas C4 como os tomates. No entanto, alguns resultados fazem possível achar que os herbicidas aumentariam a sua efectividade com o incremento na temperatura.
O aquecimento mundial produziria um incremento das precipitações em algumas áreas, que conduziriam a um incremento na humidade atmosférica e a duração das [[temporadas de chuva. Combinado com altas temperaturas, isto poderia favorecer à propagação de doenças nos fungos. Igualmente, pelas altas temperaturas e a humidade, poderia ter um incremento na propagação de insectos e vetores biológicos.

### Degelo e desaparecimento dos glaciares
O contínuo retrocesso dos glaciares terá diferentes impactos quantitativos. Em regiões onde se dependa muito da escorrência dos glaciares que se derreteram na temporada de verão mais quente, posteriormente actual do retrocesso eventualmente esgotará o gelo glacial e substancialmente reduziria ou eliminaria a escorrenta. Uma redução da escorrenta afectará a habilidade de irrigar cultivos e reduzirá o fluxo de uma corrente de água necessária para manter as represas e diques cheias.
Aproximadamente 2 400 milhões de pessoas vivem nas bacias hidrográficas dos rios do Himalaia. Índia, China, Paquistão, Afeganistão, Bangladesh, Nepal e Birmânia poderiam experimentar inundações seguidas por graves secas nas décadas posteriores. Somente em Índia, O rio Ganges provê água para tomar e para a agricultura, beneficiando a mais de 500 milhões de pessoas.A costa Oeste de América do Norte, que obtém grande parte da água que precisam de glaciares e montanhas como Montanhas Rochosas e Serra Nevada também seriam afectados.

### Ozonosfera e raios UV
Alguns cientistas acham que a agricultura poderia ver-se afectada por uma diminuição da ozonosfera, já que os radiação ultravioleta de onda média (UVB) aumentaria, o qual biologicamente é perigoso. Um excesso deste tipo de radiação pode afectar directamente na fisiologia das plantas e produzir quantidades em massa de mutações, e indirectamente mudar o comportamento dos polinizadores, ainda que tais mudanças são fáceis de quantificar.
No entanto, ainda não se estabeleceu se um incremento nos gases de efeito de estufa fariam diminuir a capa de ozónio.
O que se se sabe é que um possível efeito da elevação da temperatura sejam uns níveis significativamente mais altos do ozónio na troposfera, que faria que os cultivos tivessem rendimentos substancialmente menores.

### Efeitos do fenómeno El Niño na agricultura
O fenómeno El Niño afectará mais intensamente os padrões dos monções no futuro já que a mudança climática aquece o oceano. Os cultivos da linha equatorial ou baixo a circulação Walker, como o arroz, serão afectados por padrões variáveis dos monções e por um clima mais impredecível. Os métodos de cultivo baseados em padrões do clima serão menos efectivos.
Num futuro, regiões como Indonésia onde o cultivo principal consistente de arroz será mais vulnerável ao incremento da intensidade do fenómeno El Niño. Um professor da Universidade de Washington, David Battisi, pesquisou os efeitos dos futuros fenómenos do El Niño da agricultura da Indonésia usando o relatório anual do IPCC do ano 2007 e 20 modelos logísticos diferentes que estudam factores climáticos como a pressão atmosférica, nível do mar e humidade, e encontrou que a colheita de arroz experimentará um decréscimo em seus cultivos. Bali e Java, que possuem o 55% dos cultivos de arroz na Indonésia, provavelmente experimentarão 9-10% de menos monções, os quais prolongam as temporadas de fome. A colheita normal de arroz começa em outubro e a coleta em janeiro. No entanto, como a mudança climática afecta ao fenómeno do El Niño, produz um atraso na plantação de cultivos, de modo que a coleta será bem mais tarde e em condições mais secas, produzindo cultivos com menor rendimento.

## Impacto da agricultura e a pecuária na mudança climática
Acha-se que o sector agropecuário é um dos principais emissores de gases e ao igual que os efeitos do uso de terras, podem produzir a mudança climática. Além de ser um importante utente de terras e consumidor de combustíveis fósseis, a agricultura e pecuária contribuem directamente às emissões de gases de efeito de estufa por médio de técnicas no cultivo como a produção de arroz e a criança de pecuária De acordo com o Painel Intergovernamental das Mudanças Climáticas, os combustíveis fósseis, o uso de terras, e a agricultura, são as três causas principais do incremento dos gases de efeito de estufa desde faz 250 anos.
Estudos de GRAIN têm encontrado que o sistema agroalimentar global actual é responsável por para perto de a metade de todas as emissões de gases com efeito de estufa produzidas por humanos: uma cifra dentre um mínimo de 44 % e um máximo de 57 %. Esta cifra compõe-se da contribuição das emissões agrícolas —as emissões produzidas nos campos de cultivo— dentre 11 e 15 %; um 15-18 % produzidas pela mudança no uso do solo e a desflorestação ocasionada pela agricultura; entre um 15 e 20 % de emissões proveniente do processamento e o embalamento e entre um 3.5 e 4.5 % proveniente dos desfeitos.

### Uso de terras
A agricultura contribui ao incremento de gases de efeito de estufa pelo uso de terras de quatro formas principais:
- Libertação de CO2 relacionada com a desflorestação.
- Libertação de metano do cultivo de arroz
- Libertação de metano da fermentação do digestiva na pecuária.
- Libertação de óxido nitroso do aplicativo de fertilizantes.

Todos estes processos juntos compõem o 54% de emissões de metano, aproximadamente o 80% de emissões de óxido nitroso, e quase todas as emissões de dióxido de carbono relacionados com o uso de terras.
Desde 1750, As mudanças maiores na superfície do planeta produziram-se pela desflorestação em climas temperados: quando os bosques e selvas se reduzem para deixar espaço ao pasto, o albedo da região afectada se incrementa, o qual poderia produzir aquecimento ou enfriamento, dependendo das condições locais. A desflorestação também afecta à absorção do carbono, o qual pode produzir concentrações elevadas de CO2, o componente principal dos gases de efeito de estufa. Verdadeiros modos de limpeza de terras como o corta e queima pioram estes efeitos ao queimar biomassa, que liberta directamente gases de efeito de estufa e partículas como o fuligem no ar.

### Pecuária
A pecuária e questões relacionadas com ela como a desflorestação e o incremento da agricultura intensiva que utiliza combustíveis, como gasolina ou gasóleo, são responsáveis pelo 18% das emissões de gases de efeito de estufa realizada por humanos, incluindo:
- 9% das emissões mundiais de dióxido de carbono.
- 35-40% das emissões mundiais de metano (principalmente devido ao estrume e à fermentación entérica)
- 64% das emissões mundiais de óxido nitroso (principalmente devido ao uso de fertilizantes).[51]

As actividades de pecuária também contribuem desproporcionadamente aos efeitos do uso de terras, já que certos cultivos como o milho e a alfalfa se fazem para alimentar aos animais.
A nível mundial, a produção da pecuária ocupa o 70% de toda a terra destinada à agricultura ou, dito de outro modo, o 30% da superfície da terra emergida.